# Atelopus galactogaster
Atelopus galactogaster es una especie de anfibios de la familia Bufonidae.
Es endémica de Colombia.
Su hábitat natural son montanos secos.